# 新疆生产建设兵团第八师一二一团
新疆生产建设兵团第八师一二一团是中华人民共和国新疆生产建设兵团第八师下辖的一个团。南距沙湾市75公里，东南距石河子市105公里。

## 历史
一二一团1950年建立时为二十二兵团二十五师七十五团，1953年更名农七师二十一团，1969年改为一二一团，1975年划入新疆生产建设兵团农八师。

## 行政区划
新疆生产建设兵团第八师一二一团下辖以下单位：
团部、东野镇区生活区、一连、二连、三连、四连、五连、七连、八连、九连、十连、十一连、十二连、十三连、十四连、十五连、十六连、十七连、十八连、十九连、二十连、二十一连、二十二连、二十三连、二十四连、二十五连、二十六连、二十七连、二十八连、二十九连、三十连、三十一连、三十二连、三十三连、三十四连、三十五连、三十六连、三十七连和三十八连。